# Claude Dausque
Claude Dausque, ou Claude d'Ausque, né à Saint-Omer en 1566 et mort à Tournai en 1644, est un humaniste, helléniste, érudit et religieux, un temps jésuite avant de devenir chanoine à Tournai. Il est généralement connu sous son nom latin, Claudius Dausqueius ou Dausquius, et qualifié de Sanctomarius (expression qu'il disait préférer au plus courant Audomaropolitanus), c'est-à-dire « de Saint-Omer ». Il était considéré comme un des personnages les plus instruits de son temps, mais auteur d'œuvres d'inégale valeur.

## Biographie

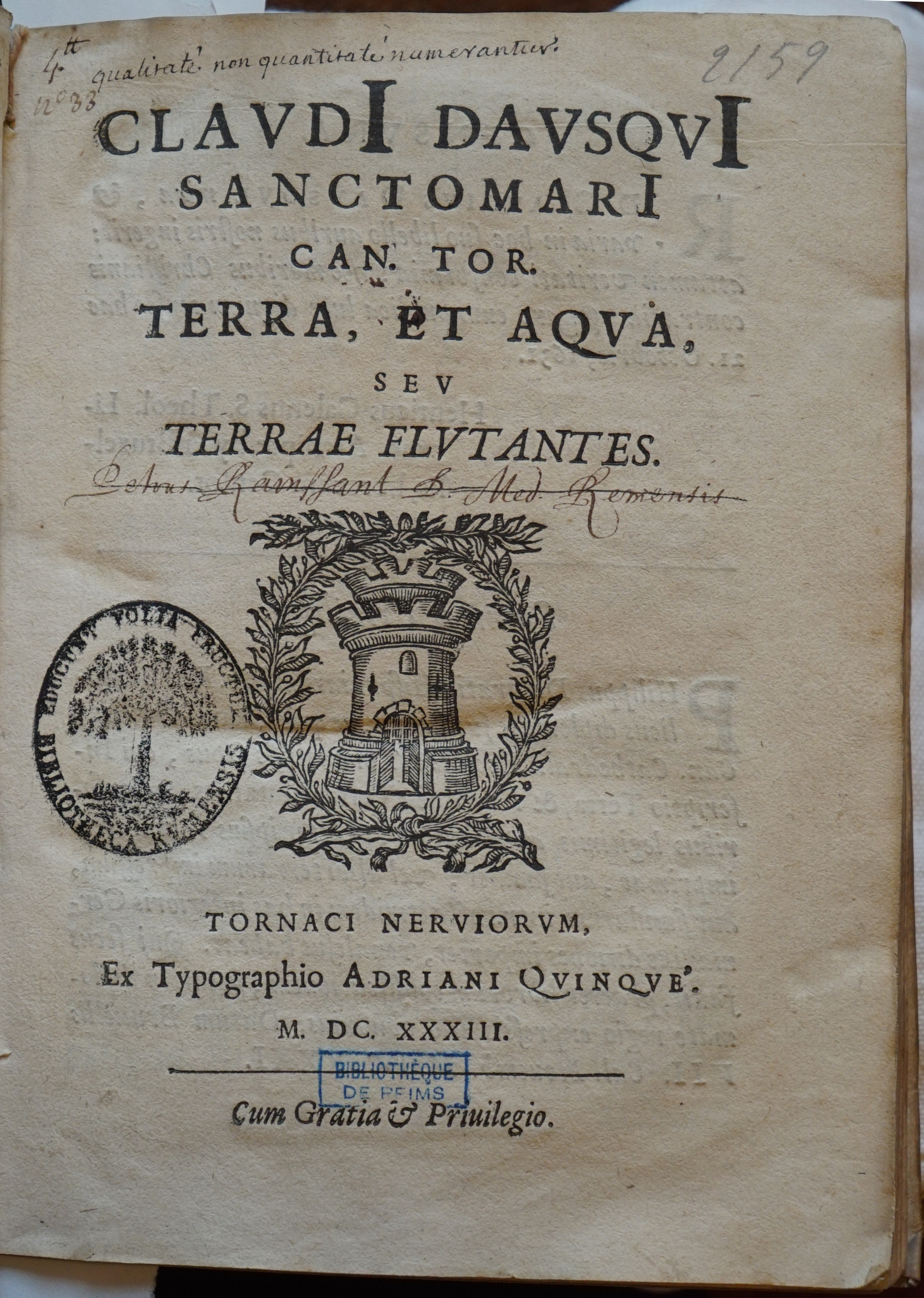
Son traité sur la terre l'eau et les îles flottantes de l'Aa publié à Tournais en 1633, bibliothèque Carnegie (Reims).

Claude d'Ausque, est né à Saint-Omer le 3 ou le 5 décembre 1564 ou 1566,. Il a latinisé son nom en Dausqueius ou Dausquius ou d'Ausqueius. Il appartient à une famille noble de Saint-Omer. Son père a été tué au service de l'Espagne, lors des visées du duc d'Alençon, François de France, sur les Pays-Bas espagnols, vers 1582. Claude d'Ausque est ainsi le fils de Robert Dausque, écuyer, seigneur de Vaudringhem (1530-1574 ou 1579) et de Catherine d'Estiembecque († vers 1594-1598) et aurait plusieurs frères et une sœur. La famille avait pour armes : « D'argent à une quintefeuille de sable, accompagnée de cinq petites feuilles de sinople ».
Claude d'Ausque effectue ses études chez les jésuites wallons de Saint-Omer. Il entre dans l'ordre en 1585 et après son noviciat et sa formation on le retrouve à enseigner les humanités, en l'occurrence la rhétorique et la langue grecque. Il est préfet des petites classes et se livre à la prédication. En 1601 il est membre de la communauté jésuite de Douai et de Lille en 1603-1604.
À une date non connue, sans doute avant même d'avoir quitté la compagnie de Jésus, il est reçu licencié en théologie à Douai.
Il quitte la compagnie de Jésus entre 1607-1608 et 1610, vient s'installer à Tournai, se fait une réputation en tant que prédicateur, à Tournai même et dans diverses localités de Belgique et y obtient un canonicat (chanoine) en la cathédrale en 1612, le 19 mars.
En 1623, il aide, financièrement et par ses relations, les dominicains à s'installer dans la ville mais se retrouve ensuite dans une polémique, accusé d'avoir dénigré l'ordre.
Il effectue divers voyages à Paris, où est édité au moins un de ses ouvrages en 1627 (voir ci-dessous).
Claude d'Ausque semble avoir connu en vieillissant des problèmes de santé, en 1632, il se plaint de sa vue qui lui cause des soucis. En tout état de cause, il ne publie plus après 1635.
Il a fondé en la cathédrale de Tournai plusieurs bourses d'études et a noué des relations avec plusieurs savants de son époque, en particulier Juste Lipse, Claude Saumaise, Henri Dupuy (Erycius Puteanus), Antoine Sandérus, Philippe Meyer, etc.
Il meurt le 17 janvier 1644, à l'âge de 80 ans, en léguant, par son testament du 9 janvier 1643, à la ville de Tournai, une importante collection d'imprimés et de manuscrits, qu'il avait estimée à sept mille florins, et qui forma une des bases de la bibliothèque du chapitre, intégrée depuis dans la bibliothèque municipale. Il est enterré dans l'église cathédrale sous une épitaphe qu'il avait lui-même composée, il s'y dit seigneur de Floyecque, (hameau de Vaudringhem) et il rappelle ses titres et qualités dans un long texte en latin.
Jean Lambert Derheims, historien de Saint-Omer, présente une version différente : il fait naître Claude d'Ausque dans le Haut-Pont, faubourg de Saint-Omer le 3 décembre 1566, le déclare licencié en théologie, prêtre à l'église Saint-Martin de Courtrai, puis chanoine de Douai (chapitre de Saint-Thomas) puis de Courtrai où il meurt le 17 juillet 1644, version déclarée fausse par la société des Antiquaires de la Morinie : il n'y avait pas alors à Douai de chapitre Saint-Thomas.

## Œuvres
Claude d'Ausque, philologue et théologien selon la Biographie nationale de Belgique, a écrit plusieurs ouvrages, majoritairement tenus pour des œuvres d'érudition. On connait également de lui des écrits, illustrant à la fois sa curiosité pour les sujets les plus divers et son assurance pour discuter voire polémiquer avec les auteurs de son temps, comme le débat tenu, en 1627 et 1631, avec les cordeliers, pour lesquels saint Paul (Paul de Tarse) et saint Joseph étaient saints avant même leur naissance, (voir ci-dessous ouvrages de 1627 et 1631). Claude d'Ausque a beaucoup lu, beaucoup retenu, il connait le grec, le latin, l'hébreu, la théologie...
De nombreux bibliographes se sont penchés sur l'œuvre de Claude d'Ausque.
Selon Jules Balteau, Claude d'Ausque se montre généralement très savant, mais d'un jugement peu sûr, souvent brouillon manquant d'ordre, et finalement d'une lecture peu aisée en raison de l'obscurité induite par son affectation et son usage immodéré de termes archaïques.
Pour Pierre Bayle, il est savant en grec, en latin et en littérature, mais il n'écrit pas bien : son style est trop affecté, trop obscur, trop rempli de vieilles phrases.
Cette opinion est également celle de Jean François Boissonade de Fontarabie qui estime cependant qu'il y a encore au XIXe siècle profit à le lire.
Les titres des ouvrages de Claude d'Ausque, écrits essentiellement en latin, peuvent varier selon les auteurs ayant étudié son œuvre.
- Vie de saint Dominique, cité parmi les manuscrits artésiens.
- Dix Homélies de saint-Basile, traduction en latin accompagnée de notes, 1604. L'ouvrage, dédié à l'évêque de Saint-Omer, a été diversement apprécié[18] et réédité en 1621 et 1677[18].
- Commentaires sur Quintus Calaber,(Quintus de Smyrne), Tryphiodore, Coluthos, 1614. Claude d'Ausque intègre dans cet ouvrage des témoignages d'auteurs ou de commentateurs qui lui sont favorables. Il agira souvent de même dans ses livres suivants[19].
- Scutum D. Marie Aspricollis, Douai, 1616.
- Justi Lipsii Scutum adversus Agricola Thracis satyricas petitiones, Douai, 1616. Agricola Thracius est Georges Thomson, écossais ayant publié un livre à Londres en 1606 contre Juste Lipse, ami de Claude d'Ausque, et celui-ci s'emploie à en faire la réfutation. Selon Jules Balteau, ce Thomson, est un savant vivant en Belgique, ayant écrit sur des « miracles » imputés à une femme vivant près de Louvain, et Claude d'Ausque réfute effectivement l'ouvrage. Pour Jean François Boissonnade de Fontarabie, Claude d'Ausque essaie d'y défendre un livre « fort ridicule » de Juste Lipse, contre les attaques de Georges Thomson. Juste Lipse avait raconté avec une « crédulité puérile » les miracles d'une madone du village de Sicheim, près de Louvain[20].
- Commentaire sur Silius Italicus, 1616 ou 1618. Le livre contient des critiques de ses devanciers ayant écrit sur le sujet : François Modius, Daniel Heinsius[8].
- Sancti Pauli Sanctitudo in utero, sextra, in solo et in cœlo, Paris, 1627. L'ouvrage est dédié au pape Urbain VIII, mais parait sans approbation ecclésiastique ni civile, contrairement aux dispositions du concile de Trente, pas toujours appliquées à Paris où se trouve d'Ausque au moment de cette édition[21]. Il s'agit de la controverse avec les cordeliers évoquée ci-dessus. Claude d'Ausque avait pris soin avant de le publier de prendre l'avis de docteurs en théologie de Douai et de Louvain[21]. La controverse théologique, ne manquant pas de propos acerbes, avec les cordeliers (Pierre Marchant, Guillaume Delatour) va durer : en 1630-1632 encore, sont publiés des écrits mettant en cause Claude d'Ausque, ses réponses[22]...
- Conciliabuli Dordraceni Asia..., 1629. L'ouvrage considéré comme rare, peu cité par les bibliographes, attaque la religion réformée après le synode de Dordrecht[23].
- Sancti Josephi Sanctificatio extra uterum, seu binoctium adversus F. Marchantii Minorita Exprovincialis manias, item Aplysiarum F. Minorum Audomaropolisanerum Spongia, Lyon, 1631.
- Antiqui novique Latii orthographica, en deux volumes, Tournai, 1632, réimprimé 1677, traité d'orthographe latine ancienne et moderne, considéré comme son ouvrage principal[24], ayant fait l'objet d'éloges de Gérard Vossius, Adrien Baillet dans son Jugement des savants, Claude Saumaise[25].
- Terra et aqua seu terræ fluctuantes, quatre volumes, Tournai, 1633, traité[26] sur les îles flottantes du marais audomarois, dans la vallée de l'Aa, dont un compte-rendu a été fait dans le Journal des Sçavans du 2 août 1677[27]. Il a élargi le thème aux différents phénomènes liés à l'eau, aux fleuves, aux fontaines. Il s'agit d'une compilation, dédiée à l'évêque de Saint-Omer, Christophe de Morlet, remplie d'érudition, farcie de citations grecques et latines empruntées à l'Antiquité classique[28].

Ces deux derniers ouvrages sont considérés par Pierre Bayle comme ses meilleurs travaux.
- Oratio de Divi Thomæ Aquinatis torre, Douai, 1635. Le livre, peu cité par les bibliographes, évoque un épisode de la vie de Thomas d'Aquin : le saint se défait d'une courtisane envoyée pour le séduire[29].

Dans les archives de Claude d'Ausque, figurent encore nombre de documents non publiés, de lettres échangées avec des lettrés de l'époque, comme Isaac Casaubon.
Claude d'Ausque choisit ses exécuteurs testamentaires parmi ses amis hommes de lettres : Olivier Vredius, Antoine Sanderus, Gaspar Gevartius. Un extrait de son testament a été publié par une société savante de Belgique.